# Николаев, Николай Михайлович (Герой Советского Союза)
Николай Михайлович Николаев (1918—1989) — Гвардии старшина Рабоче-крестьянской Красной Армии, участник Великой Отечественной войны, Герой Советского Союза (1944).

## Биография
Николай Николаев родился 19 декабря 1918 года в селе Печёрские Выселки (ныне — Сызранский район Самарской области). После окончания семи классов школы работал в машинно-тракторной станции. В 1938—1940 годах Николаев проходил службу в войсках НКВД СССР. В 1941 году Николаев повторно был призван в армию. С декабря того же года — на фронтах Великой Отечественной войны. В боях был тяжело ранен.
К июлю 1944 года гвардии старшина Николай Николаев командовал орудием 286-го гвардейского зенитного артиллерийского полка 6-го гвардейского танкового корпуса 3-й гвардейской танковой армии 1-го Украинского фронта. Отличился во время Львовско-Сандомирской операции. 27 июля 1944 года во время боя за Перемышль расчёт Николаева огнём своего орудия подавил огонь немецкой артиллерийской батареи, мешавшей продвижению советских частей вперёд. Во время форсирования Вислы в районе посёлка Коло в 2 километрах к западу от Баранува-Сандомерского расчёт Николаева отразил ряд немецких авианалётов, сбив три вражеских самолёта.
Указом Президиума Верховного Совета СССР от 23 сентября 1944 года за «выполнение боевых заданий командования и проявленные мужество и героизм в боях с немецкими захватчиками» гвардии старшина Николай Николаев был удостоен высокого звания Героя Советского Союза с вручением ордена Ленина и медали «Золотая Звезда» за номером 4656.
В 1946 году Николаев был демобилизован. Проживал и работал сначала на родине, затем в Сызрани. Скончался 17 октября 1989 года.
Был также награждён двумя орденами Отечественной войны 1-й степени (5.12.1943, 11.03.1985) и рядом медалей.